# Bihariosaurus
Bihariosaurus là một chi khủng long, được Marinescu mô tả khoa học năm 1989.